# Bernos-Beaulac
Bernos-Beaulac is een gemeente in het Franse departement Gironde (regio Nouvelle-Aquitaine). De plaats maakt deel uit van het arrondissement Langon. Bernos-Beaulac telde op 1 januari 2022 1.134 inwoners.

## Geografie
De oppervlakte van Bernos-Beaulac bedroeg op 1 januari 2022 36,8 vierkante kilometer; de bevolkingsdichtheid was toen 30,8 inwoners per km².

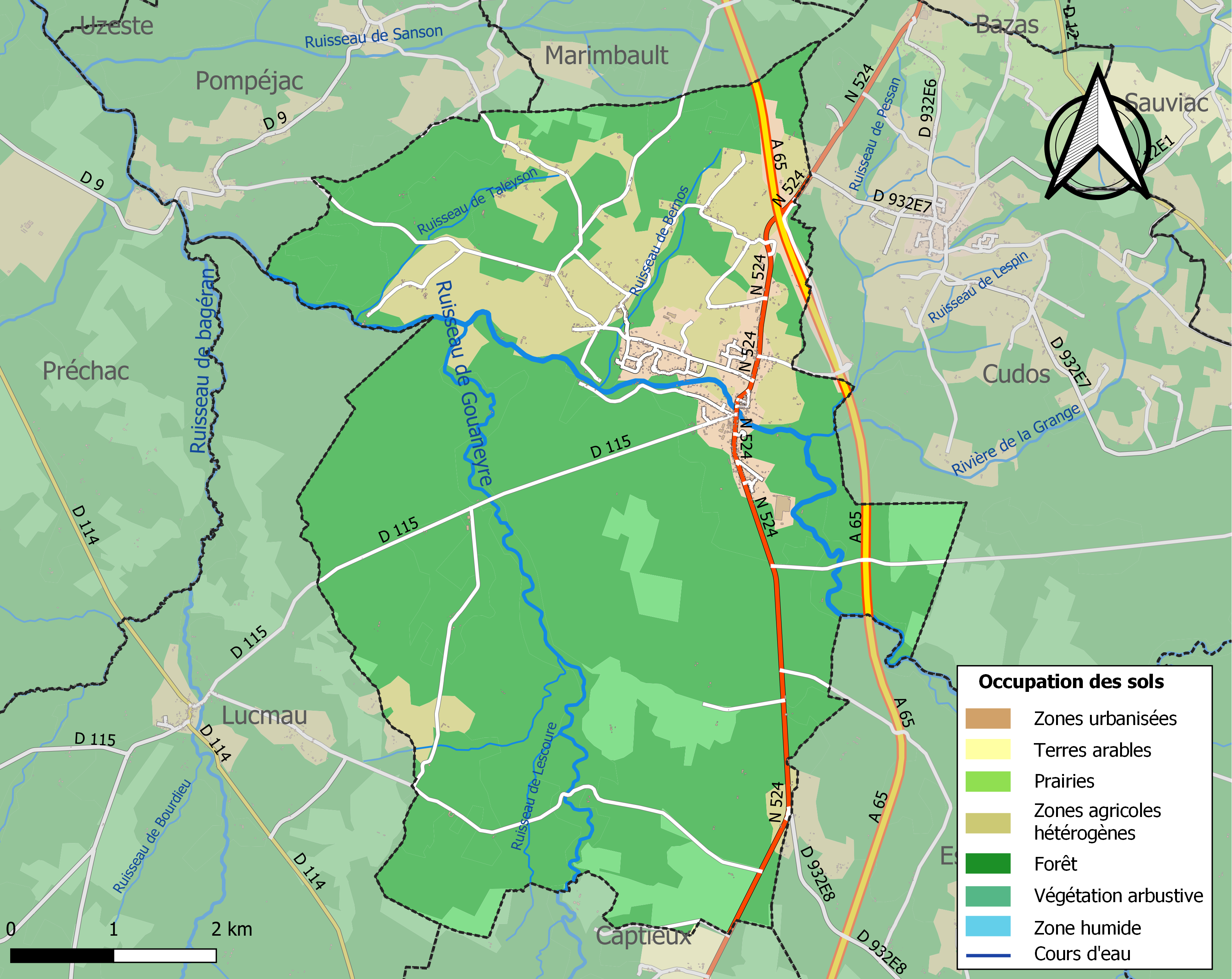
Kaart van de gemeente met belangrijkste infrastructuur, bodemgebruik en omliggende gemeenten

## Demografie
Onderstaande figuur toont het verloop van het inwonertal (bron: INSEE-tellingen).